# José Suárez (Schauspieler)
José Suárez Sanchez (* 19. September 1919 in Trubia; † 6. August 1981 in Madrid) war ein spanischer Schauspieler.

## Leben
José Suarez arbeitete im Jahr 1944 als Lokomotivführer, als er von Regisseur Gonzalo Delgrás entdeckt und in seinem Film Altar Mayor besetzt wurde. Nach zwei weiteren Filmen mit ihm bekam Suarez auch Hauptrollen unter anderen Regisseuren. In den 1950er Jahren entwickelte er sich zu einem der bei weiblichen Kinogängerinnen beliebtesten Darsteller. Suarez stand der spanischen Schauspielergilde vor und wandte sich Mitte der 1950er Jahre auch dem internationalen Markt zu und lebte in Rom. Etwa ein Jahrzehnt später kehrte er in seine Heimat zurück und erhielt nun aufgrund seiner distinguierten Erscheinungsweise Rollen als Richter, Politiker oder Offiziere in Genrefilmen. 1975 drehte Suarez seinen letzten Film.
Suarez erhielt 1954 den CEC für Crimen imposible und wurde beim Festival San Sebastián 1964 als bester Schauspieler ausgezeichnet.

## Filmografie (Auswahl)
- 1944: Altar mayor
- 1953: La montaña sin ley
- 1954: ¿Crimen imposible?
- 1956: Hauptstraße (Calle mayor)
- 1958: Heimweh, Stacheldraht und gute Kameraden (Gli Italiani sono matti)
- 1959: Diego, der Geächtete (Diego Corrientes)
- 1959: Menschen, die im Schatten stehen (Il magistrato)
- 1960: Karthago in Flammen (Cartagine in fiamme)
- 1961: Insel der weißen Wasser (Scano Boa)
- 1964: La boda
- 1965: 7 goldene Männer (7 uomini d'oro)
- 1966: Baraka – Agent X 13 (Baraka sur X 13)
- 1966: Django, der Rächer (Texas addio)
- 1967: Christoph Kolumbus (Cristóbal Colón) (Fernseh-Miniserie)
- 1967: Mister Dynamit – Morgen küßt Euch der Tod
- 1969: Blutiges Blei (Il prezzo del potere)
- 1969: Fünf Hundesöhne (5 figli di cane)
- 1969: Seine Kugeln pfeifen das Todeslied (Il pistolero dell' Ave Maria)
- 1972: Sie verkaufen den Tod (Una ragione per vivere e una per morire)
- 1974: Fernfahrer – Abenteuer auf Spaniens Straßen (Los camonieros) (Fernsehserie, 1 Folge)
- 1975: La trastienda
- 1977: Curro Jiménez (Fernsehserie, 1 Folge)